# Kraków Przylasek
Kraków Przylasek – przystanek osobowy w Krakowie, w dzielnicy XVIII Nowa Huta, przy ulicy Rzepakowej, w Przylasku Rusieckim.
7 września 2023 Polskie Linie Kolejowe podpisały umowę na wybudowanie i zaprojektowanie przystanku z firmą PORR S.A. o wartości 8,7 mln zł. Przystanek powstał w ramach programu "Rządowego programu budowy lub modernizacji przystanków kolejowych na lata 2021-2025". Przystanek jest zlokalizowany w sąsiedztwie kąpieliska w Przylasku Rusieckim oraz na linii kolejowej 95 stanowiąc część Szybkiej Kolei Aglomeracyjnej.
Kraków Przylasek jest obsługiwany przez spółkę Polregio i Koleje Małopolskie.
Przystanek został oddany do użytku 15 grudnia 2024 roku.

## Przewoźnicy
Na stacji zatrzymują się pociągi:
| Logo | Przewoźnik                | Trasa                   |
| ---- | ------------------------- | ----------------------- |
|      | Polregio S.A.             | Kraków Główny - Podłęże |
|      | Koleje Małopolskie (SKA3) | Kraków Główny - Tarnów  |

## Galeria

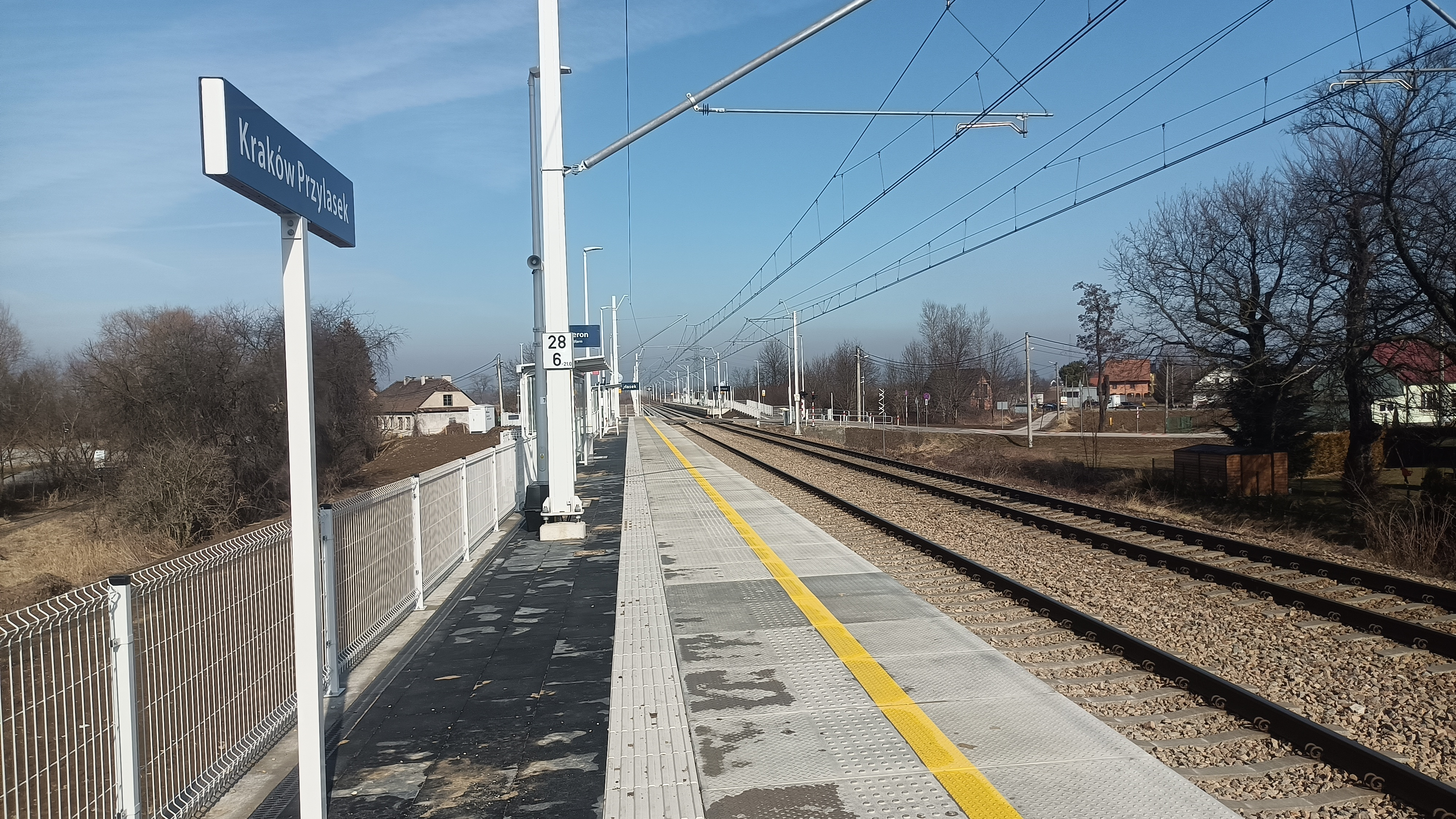
Peron 1 z widokiem w kierunku na Nową Hutę
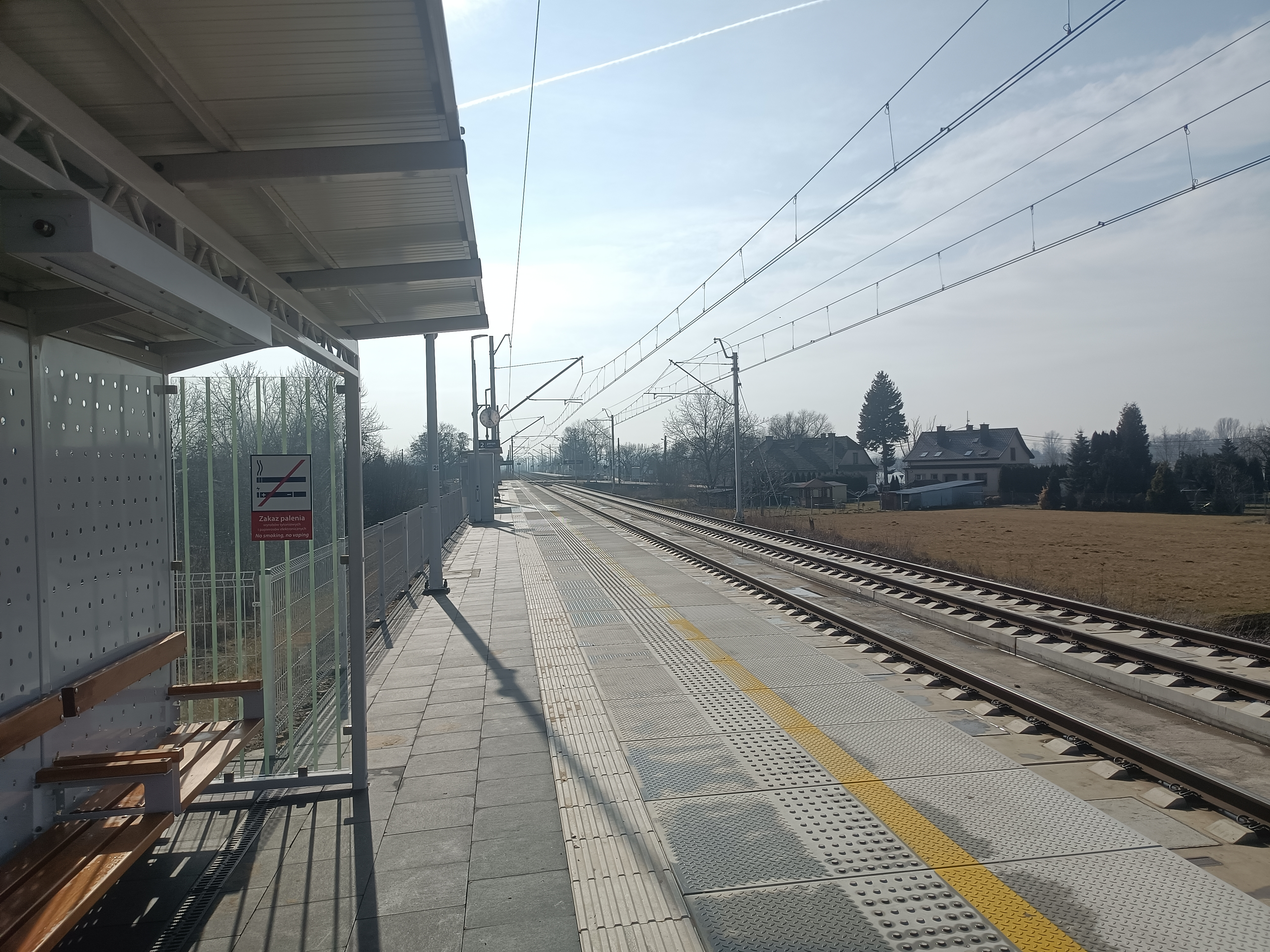
Peron 2 z widokiem w kierunku na stację Podłęże
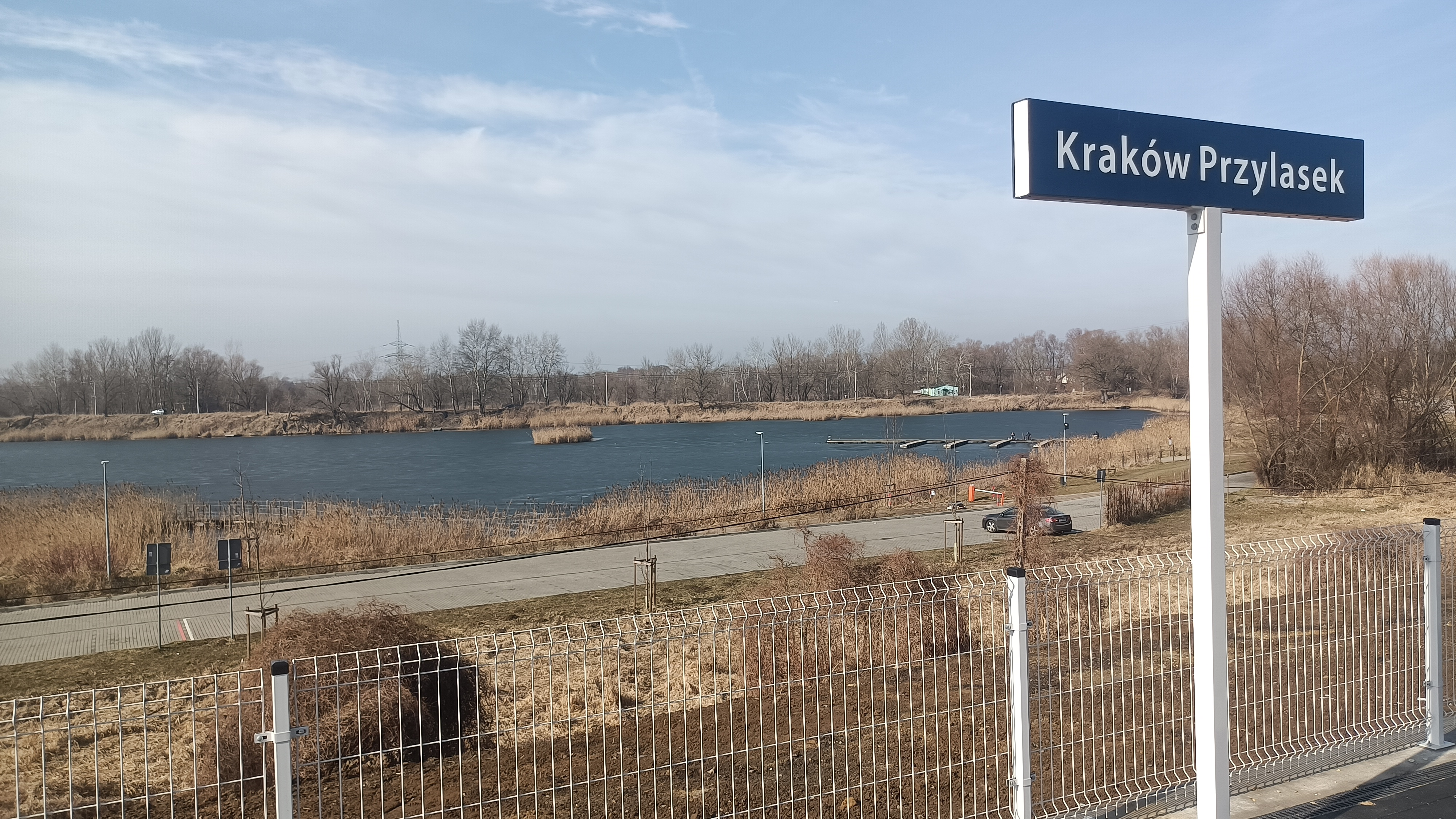
Widok na kąpielisko